# كونيون
في فلسفة العقل، وفي علم النفس، يشير كونيون إلى القدرة على تطبيق الطاقة الفكرية على مهمة ما من أجل تحقيق اكتمالها أو الوصول إلى حل. يمكن تمييز المخروط عن الظواهر العقلية الأخرى، وخاصة الإدراك والإحساس، وقد وصف بأنه "مهمل" بالمقارنة مع هذه الظواهر. قد يتداخل إلى حد ما مع مفهوم الدافع ولكن «القدرة على التركيز والحفاظ على الجهد المستمر» قد تم النظر إليه على أنه أكثر صلة بالمخاطرة.

## تعريفات
يعرّف قاموس Merriam-Webster على الإنترنت كونيكيشن بأنه «ميل (كغريزة أو دافع) للعمل بشكل هادف». تأتي الكلمة من الكلمات اللاتينية conari (to try) وconatio (محاولة). هانا وآخرون. تعريف "المخالفة الأخلاقية" على أنها "القدرة على توليد المسؤولية والتحفيز لاتخاذ إجراءات أخلاقية في مواجهة الشدائد والمثابرة من خلال التحديات".

## تاريخ
تضمن إدوين بورينغ مراجعة لتاريخ المفهوم في كتابه "تاريخ علم النفس التجريبي"، الذي نُشر عام 1929، مشيرًا إلى تصنيف جيمس وارد للإدراك والخداع والشعور، وإلى كونكشن مثل جورج ستاوت الشهير عقيدة". وصف إيمانويل كانط أيضًا تقسيم العقل إلى الإدراك، والخداع (أو الرغبة)، والشعور. ومع ذلك، قام نورمان شور مؤخرًا بتضمين كلمة "conation" من بين 1000 كلمة صعبة (أو غالبًا ما تُنسى أو غير معروفة) في اللغة الإنجليزية . بالنسبة لجورج بيركلي في مقالته De Motu، كان مصطلحًا يجب تجنبه، لأننا «لا نفهم بشكل صحيح» معناه.
تجادل كارين جيردس بأن منظري العمل الاجتماعي «لم يركزوا بعد على كونيون كمفهوم مفيد» وأن هذا المفهوم مهم لأنه يمكن أن "يملأ بعض الفجوات الحاسمة في نظرية العمل الاجتماعي وممارسته ". بالاعتماد بشكل مكثف على عمل عالمة الاجتماع كاثي كولبي، شجعت الممارسين على تبني نهج موثق لتقييم وتلبية الاحتياجات الاجتماعية في سياقات مثل التعليم والعمل الاجتماعي والرعاية الصحية وقيادة الفريق.

## بحث
نظر باحثا علم النفس العصبي رالف إم ريتان وديبورا ولفسون في أداء مهام معينة "تم الحكم عليها بأنها تتطلب قدرة مخروطية" في دراسة بحثية نُشرت في عام 2000، وتوقعوا أن «المخروط، الذي كان بُعدًا مهملاً للسلوك في التقييم النفسي العصبي، قد تكون الحلقة المفقودة بين القدرة المعرفية والتنبؤ بقدرات الأداء في الحياة اليومية».